# Alte (Loulé)
Alte ist eine Gemeinde (Freguesia) in der portugiesischen Algarve im Bezirk Loulé zwischen der Serra de Monchique und der Serra do Caldeirao von 94,3 km² Fläche und 1746 Einwohnern (Stand 19. April 2021). Oft wurde es als das typischste und unverfälschteste Dorf der Algarve beschrieben.
Der Ort liegt in einer fruchtbaren Landschaft an einem Hang und verfügt über die Ruinen einer maurischen Burg, die 1248 von Dom Paio Peres Correia erobert wurde. Sehenswert ist die dreischiffige Matriz-Kirche, die neben dem manuelinischen Portal einer Nachbarkirche über einen manuelinischen Hochaltar verfügt. Seltene sevillanische Fliesen aus dem 16. Jahrhundert schmücken die Kapelle Nossa Senhora de Lurdes. Zwei von Bäumen beschattete Dorfbrunnen, die Fonte Pequena und die Fonte Grande, laden an steinernen Tischen zu Pausen ein. Besucher werden von der nahe gelegenen Karstquelle Fonte das Bicas, die von Lokalen und Bänken umgeben ist, angezogen.

## Bilder aus Alte

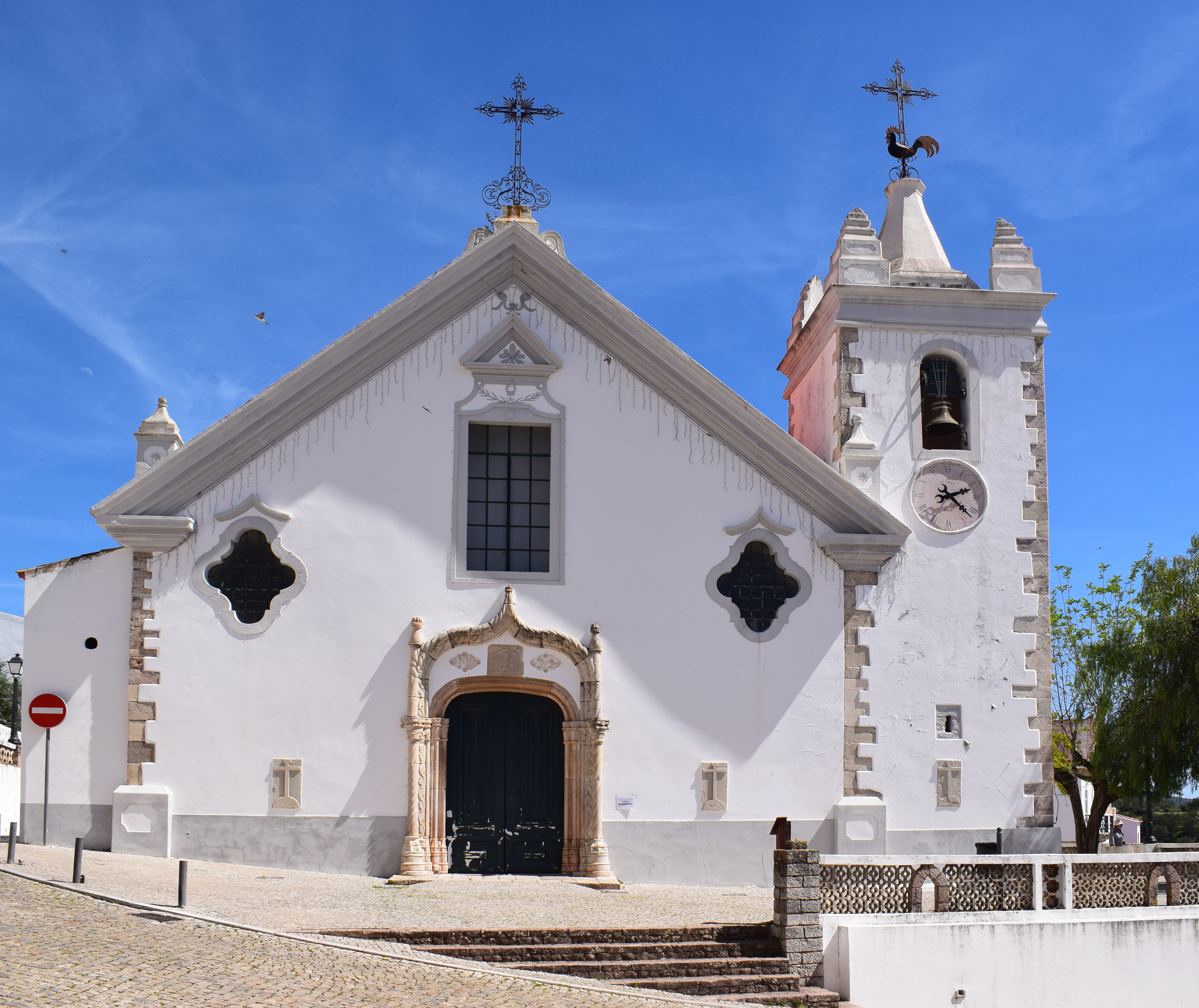
Igreja de Nossa Senhora da Assunção
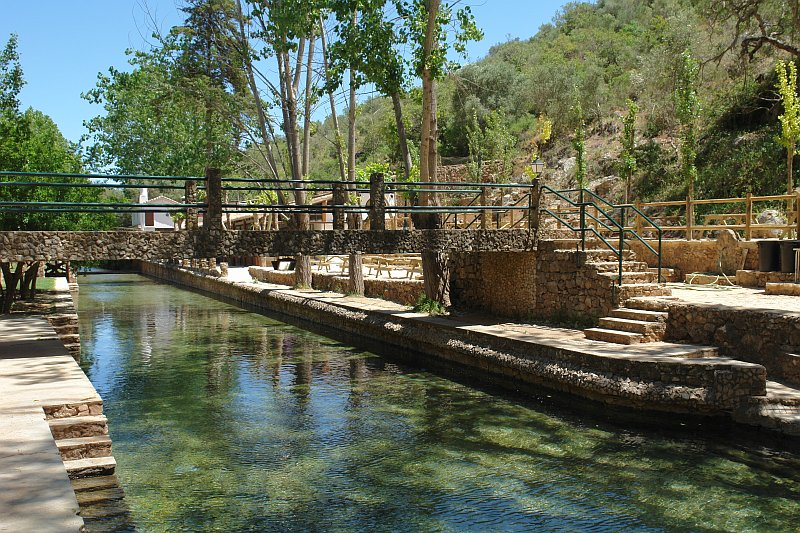
Alte Quelle
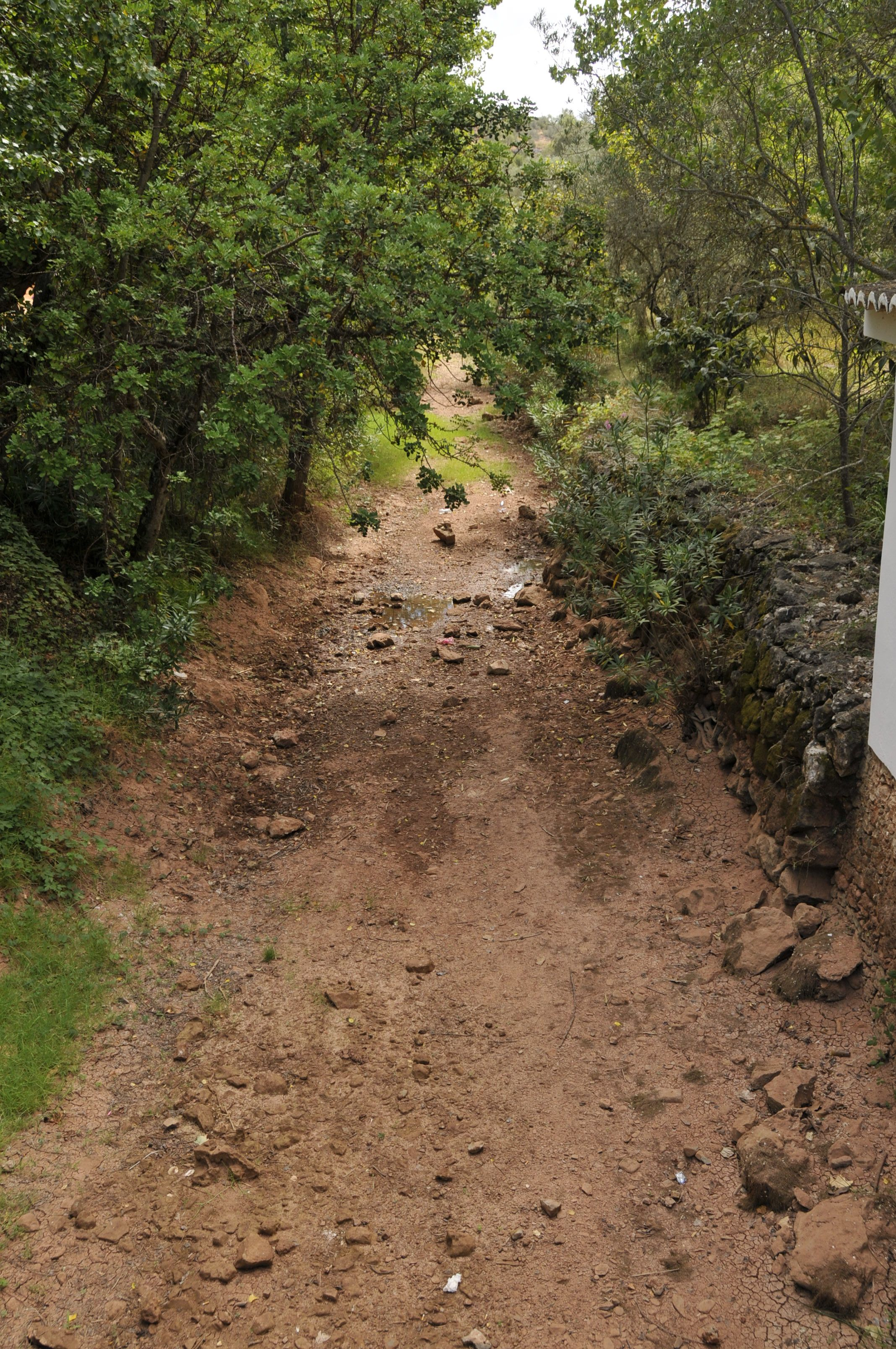
Kleine Quelle
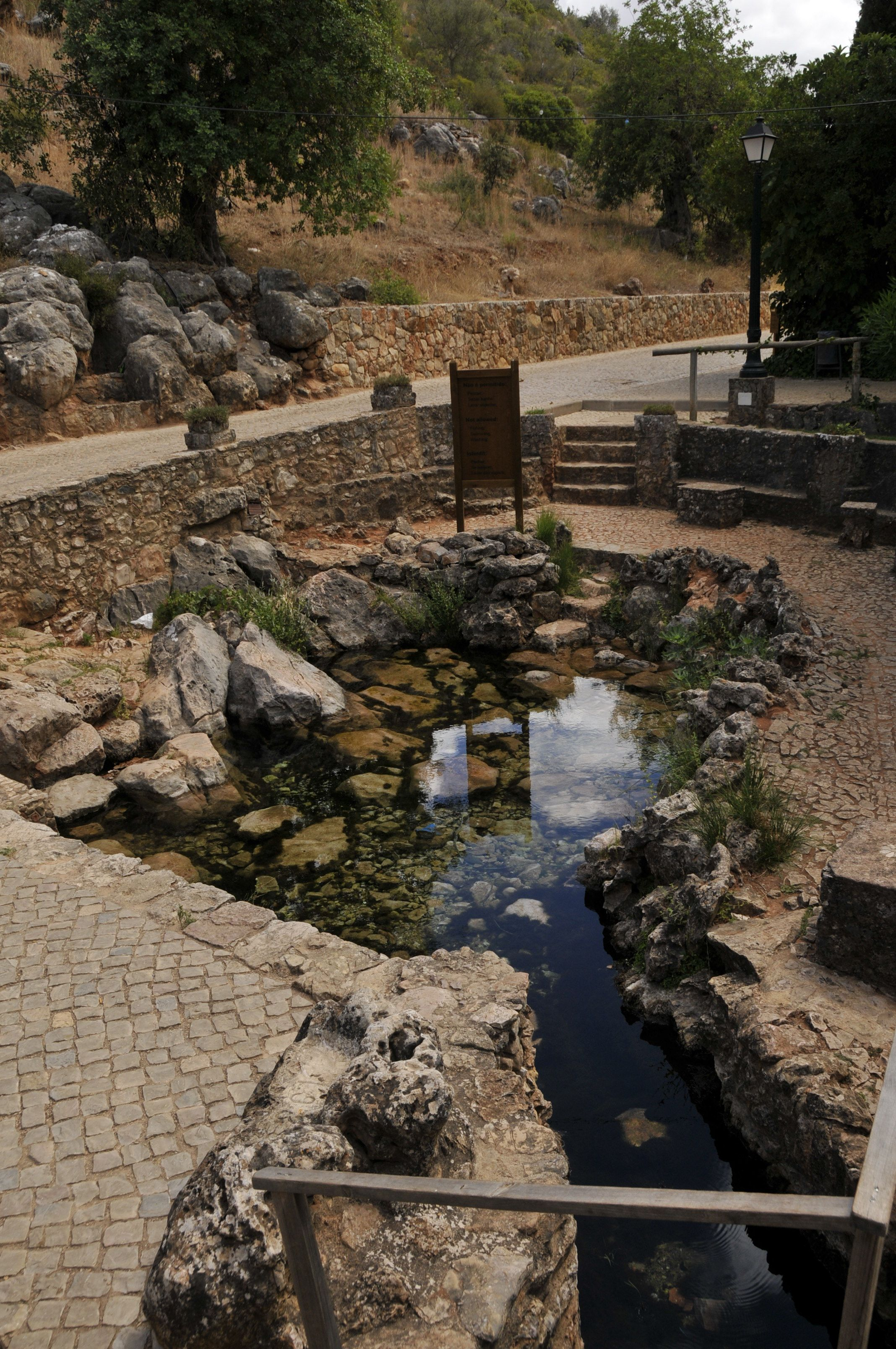
Große Quelle